# 鼓川温泉
鼓川温泉（つづみがわおんせん）は、山梨県山梨市牧丘町牧平（旧甲斐国）にある温泉および日帰り入浴施設の名称。

## 泉質
- アルカリ性単純温泉（低張性アルカリ性温泉）
- 源泉温度 35.7℃
- pH 9.9
- 湧出量 165リットル/分

## 日帰り入浴施設「鼓川温泉」
当温泉地唯一の入浴施設として、市営の日帰り入浴施設「山梨市営活力倍増センター 鼓川温泉」がある。
利用案内
- 営業時間（※入館受付は閉館時刻の1時間前まで）
  - 4月〜10月：10:00 - 21:00/11月〜3月：10:00 - 20:30
  - 食事処「あぜ道」：12:00 - 20:00
- 定休日：木曜日（※木曜日が祝日の時は営業し、その翌日が休み）
- 利用料金
  - 3時間利用：一般510円（市内在住者300円）/小中学生300円（同200円）
  - 1日フリーパス：一般1,020円（市内在住者720円）/小中学生510円（同300円）

※「1日フリーパス」は当館および「花かげの湯」の2施設が、当日に限り何度でも利用可能。ただし、「花かげの湯」の定休日は月曜日（当館と同様に祝日の場合はその翌日が休み）となっており、当館の定休日（営業日）と異なるので注意が必要である[1]。

## 歴史
1993年に源泉を掘り当て、牧丘町営（当時）の日帰り入浴施設を開業した。

## アクセス
バス
「窪平」を経由する必要がある。「窪平」までのバス路線は以下の通り。
- 中央本線の塩山駅より甲州市市民バス「西沢渓谷線・窪平線」[2]または山梨市営バス「牧丘循環線（窪平・杣口上方面）」[3]に乗車、「窪平」バス停下車

「窪平」からは以下のバス路線がある。
- 「窪平」バス停より山梨市営バス「牧丘循環線（洞雲寺・塩平方面）」に乗車、以下のいずれかのバス停で下車[3]
  - 「JA西保支所前」バス停または「牧平」バス停下車（共に徒歩約10分）
  - 「鼓川温泉」バス停下車（目の前 ※このバス停には停車しないバスの方が多く、その場合は上記いずれかのバス停で下車する必要がある[3]）

自動車
- 中央自動車道の勝沼ICより、国道140号を経由して乙女高原方面へ